# Chasse au lion au Maroc
Chasse au lion au Maroc est un tableau de l'artiste romantique français Eugène Delacroix réalisé en 1854 et conservé au musée de l'Ermitage à Saint-Pétersbourg.

## Description
Le tableau représente un paysage de montagne, au premier plan il y a un homme avec un fusil, à côté duquel une lame nue repose sur le sol, et un jeune homme ; ils se cachent sur une colline sous un arbre. Deux autres personnes avec un cheval se sont cachées sur la droite, dans les profondeurs. A gauche des chasseurs, séparé d'eux par un ruisseau de montagne, un lion en colère est visible. En bas à droite figure la signature de l'artiste et la date : Eug. Delacroix 1854.
Les contrastes nets des taches de couleur du ciel, des montagnes, des ombres d'un arbre, des vêtements des personnages créent une atmosphère globale extrêmement tendue de l'image, qui laisse présager un dénouement précoce : le chasseur armé a déjà commencé à se déplacer vers sa cible pour tirer, le lion est prêt à se précipiter sur les chasseurs, le cheval est sur le point de se libérer de son cavalier...

## Historique
Le tableau a été peint en 1854 sur la base du voyage de l’artiste en Algérie et au Maroc en 1832. Dans son Journal, Delacroix écrit trois fois sur son travail sur le tableau, la première mention datant du 14 avril 1854.

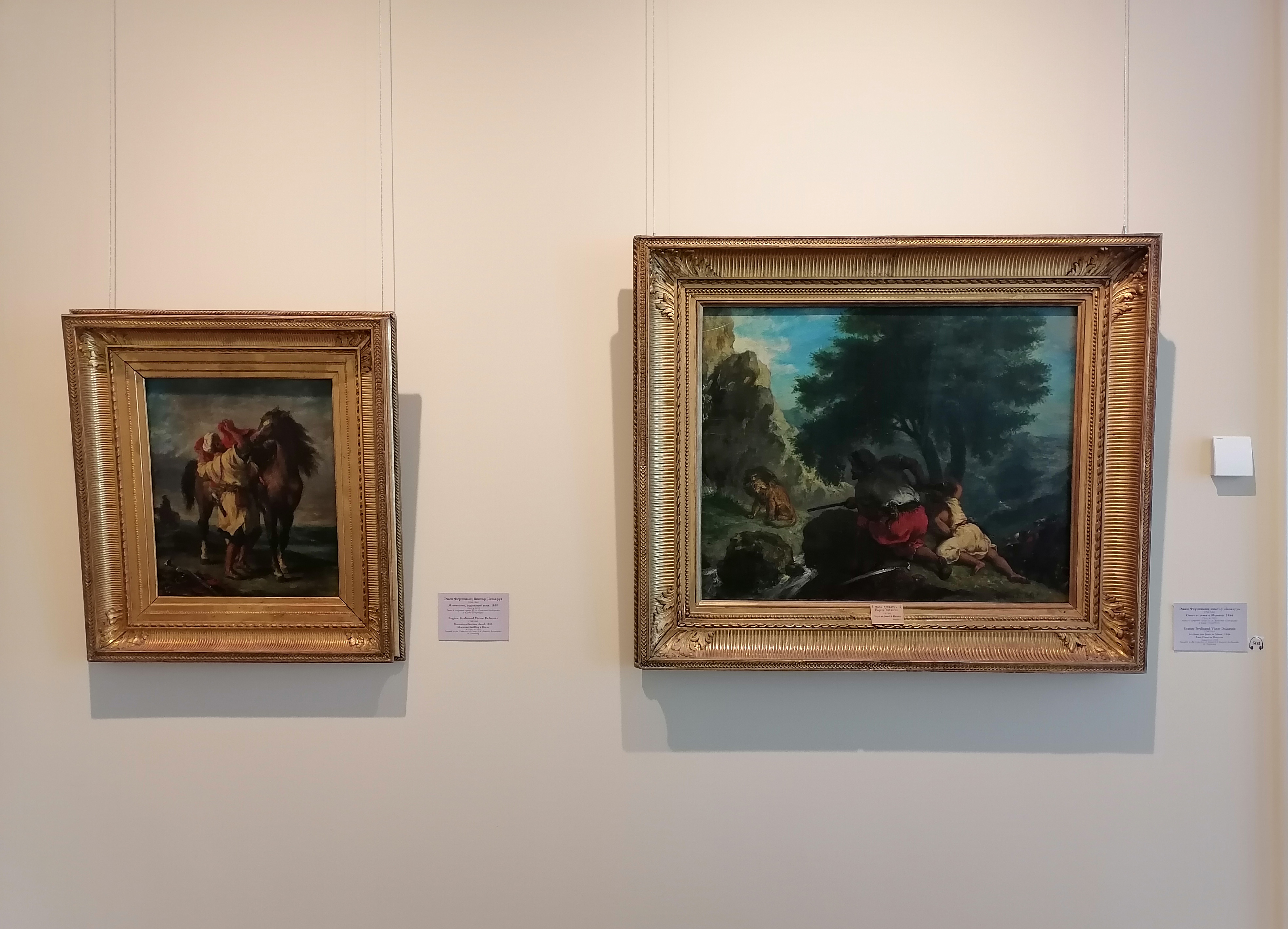
Peinture dans la salle 308 du bâtiment de l'état-major

Le 22 juin 1854, il écrit enfin : « J'ai terminé les tableaux : « L'Arabe attendant un lion » et « Les femmes à la fontaine ».
Bientôt, le tableau fut acquis par le comte N.A. Kushelev-Bezborodko ; après sa mort en 1862, le tableau, comme toutes les œuvres de sa collection, fut transféré par testament au Musée de l'Académie des Arts et y devint partie de la galerie spéciale Kushelevskaya ; dans le catalogue de la galerie de 1868, il était répertorié sous le nom « Chasse au Lion » ; en 1922, il fut transféré au Musée de l'Ermitage. Depuis fin 2014, il était exposé dans le palais de l'Etat-Major en salle 314 , puis il a été déplacé en salle 308, à côté d'un autre tableau orientaliste de Delacroix, Marocain sellant son cheval.

## Source de traduction
- (ru) Cet article est partiellement ou en totalité issu de l’article de Wikipédia en russe intitulé « Охота на львов в Марокко » (voir la liste des auteurs).